# Somogybabod
Somogybabod é um município da Hungria, situado no condado de Somogy. Tem 10,58 km² de área e sua população em 2019 foi estimada em 457 habitantes.